# Демонстрация голлистов 30 мая 1968 года
Демонстрация голлистов 30 мая 1968 года (фр. 30 Mai 1968 la manifestation gaulliste) — массовая акция сторонников президента де Голля на Елисейских полях в Париже 30 мая 1968 года. Насчитывала сотни тысяч участников, по ряду оценок — до миллиона. Явилась актом отпора консервативной части французского общества леворадикальным движениям «Красного мая». Укрепила позиции де Голля и правительства, обозначила перелом противостояния в пользу правых сил.

## Натиск слева
С 22 марта 1968 Франция была охвачена беспрецедентно массовыми беспорядками под крайне левыми лозунгами. Началось движение с протестов против Вьетнамской войны, но быстро расширилось и резко радикализировалось. Коммунисты, троцкисты, маоисты, анархисты, радикальные социалисты добивались полного слома общественного строя. В качестве минимального требования выдвигалась немедленная отставка президента Шарля де Голля. Протестующие выступали под контркультурными и ситуационистскими лозунгами безбрежных свобод. Но их понятийный аппарат, нескрываемые симпатии к КНР, ДРВ, кубинскому фиделизму и геваризму, яростная враждебность «фашистской» буржуазной демократии говорили сами за себя.
Ударной силой протестов выступала студенческая и школьная молодёжь, центрами становились университеты, прежде всего Сорбонна. Самые ожесточённые столкновения происходили в Нантере и Латинском квартале. Протестующие схватывались с полицией. Активисты Революционно-коммунистической молодёжи Алена Кривина сталкивались с анархистами Даниэля Кон-Бендита; те и другие вступали в массовые драки с боевиками ультраправого «Запада». Среди неофашистов также произошёл раскол. Связанные с ОАС и самые молодые из ненависти к де Голлю присоединялись к протестам. Активисты «Запада» Ален Мадлен и Ален Робер против коммунистической опасности поддержали правых голлистов.
С середины мая беспорядки распространились практически на все крупные города Франции. Ночь на 11 мая получила название «Ночь баррикад». 13 мая в Париже прошла небывало мощная протестная демонстрация. В поддержку протестующих стали высказываться крупные системные политики левого и левоцентристского направления, например, экс-премьер Пьер Мендес-Франс. По призыву профсоюзов ВКТ и ФДКТ началась всеобщая забастовка. Через десять дней количество бастующих приблизилась к 10 миллионам. Захваты университетов, заводов, учреждений, блокирования железных дорог и автомагистралей исчислялись сотнями. Пресса сообщала о «шокирующих сценах насилия». 27 мая правительство, профсоюзы и объединения работодателей заключили Гренельские соглашения о повышении зарплат и расширении профсоюзных прав на предприятиях. Но забастовочная волна не спадала. Не произвела впечатления и инициатива де Голля о референдуме по экономической и университетской реформе.
Французская коммунистическая партия (ФКП) пребывала в растерянности — антибуржуазные протесты оказались гораздо радикальнее программы ФКП и отнюдь не имели просоветской ориентации. Гораздо решительнее держался лидер Федерации демократических и социалистических левых Франсуа Миттеран, будущий основатель Социалистической партии и президент Франции. 28 мая он предложил «констатировать вакансию власти и организовать преемственность» . На пост главы правительства Миттеран внёс кандидатуру Мендес-Франса. Позиция Миттерана была воспринята как заявка системных левых кругов на перехват власти.
Почти все министерства перестали функционировать. На посту оставался премьер-министр Жорж Помпиду, готовый сопротивляться до конца. Парализовались правящая партия Союз демократов в поддержку республики (ЮДР). 29 мая исчез президент де Голль. На самолёте, защищённом от радарного слежения, он вылетел в Баден-Баден, где базировалась штаб-квартира группы французских войск в ФРГ. Но командующий группировкой генерал Жак Массю посоветовал президенту возвращаться в Париж. Вмешательство вооружённых сил не требовалось — сторонники де Голля уже подготовили мощную контракцию.

## Отпор справа
Правая часть французского общества, прежде всего голлисты, мобилизовалась на сопротивление. Руководство взял на себя ближайший соратник де Голля Жак Фоккар — влиятельный «барон голлизма», ветеран антинацистского Сопротивления и антикоммунистического противостояния. Один из создателей французского разведывательного сообщества и голлистских силовых структур, в 1968 Фоккар был президентским секретарём по делам Африки и Мадагаскара.
В авангард выдвинулась голлистская организация охраны и безопасности SAC — Служба гражданского действия. Созданная под эгидой Фоккара в 1959—1960, SAC являлась не только «параллельной полицией», но и политическим движением. Идеология SAC основывалась на жёстком «голлизме порядка», французском национализме, непримиримом антикоммунизме и личной верности генералу де Голлю. Профессионально подготовленные боевики SAC жёстко действовали в уличных столкновениях с «красными» и сами подвергались яростным нападениям. В то же время Служба стала своеобразной «диспетчерской», через которую Фоккар привёл в действие разветвлённую инфраструктуру.
Политических сторонников президента сплачивала и координировала Национальная ассоциация поддержки действий генерала де Голля. Во главе Ассоциации стоял «барон голлизма» Пьер Лефран. (Между Фоккаром и Лефраном существовала определённая конкуренция, но в мае 1968 она не была актуальной.) Правые голлисты контролировали Французскую конфедерацию труда («ополчение боссов») — сравнительно немногочисленное, но очень энергичное корпоративистское профобъединение Жака Симакиса. Выпускница IEP Сюзанна Мартон и литератор Жак Ружо консолидировали студентов-голлистов, формировали ячейки будущего Национального межуниверситетского союза.
Активизировалось и движение левых голлистов, ориентированное на председателя Национального собрания Жака Шабан-Дельмаса. В лидеры левоголлистского Комитета демократической борьбы выдвинулся Жак Доэр, ранее основатель Движения за сообщество. Эта группа называла де Голля революционным вождём против «лицемерного правительства», распространяла плакаты с совместным изображением де Голля и Фиделя Кастро. Но такая тенденция не стала доминирующей — голлизм обращался к консервативным социальным группам.
Особое место заняли Комитеты защиты республики (CDR), во главе которых стали Пьер Лефран и Жак Годфрен, куратор молодёжной политики SAC. Эта сетевая структура обращалась к «молчаливому большинству». Консервативная масса, прежде аполитичная, была встревожена левым напором и сплачивалась вокруг де Голля как гаранта традиционных ценностей и республиканского порядка. Между SAC и CDR возникла конкуренция за влияние, но быстро удалось отладить взаимодействие.
Члены CDR проводили публичные собрания, распространяли листовки, организовали мобильные радиоузлы. Призывали к гражданскому восстанию против левых, агитировали за патриотизм и традиции, республику и демократию, права и свободы, семью и собственность; против беспорядков, забастовок, «беззакония и террора красных». Леворадикальное движение приравнивалось к марксистскому коммунизму. Его активисты характеризовалось в лучшем случае как бессознательное орудие сталинистов и маоистов — способных ввергнуть Францию в гражданскую войну и установить тоталитарный режим. Происходящее сравнивалось с немецким нападением 1940, сопротивление «красным» — с Сопротивлением 1940-х.
Решено было провести массовую акцию масштабов 13 мая — но противоположной направленности. Подготовка к демонстрации началась 26 мая. Задействовались все голлистские организации, родственные, рабочие и дружеские связи, отношения приятельства и знакомства, метод «от двери к двери». Важную роль сыграли объединения ветеранов Второй мировой, Индокитайской и Алжирской войн. Главными организаторами являлись Жак Фоккар, Пьер Лефран и срочно прибывший из Габона первый президент SAC Пьер Дебизе.

## Демонстрация
В четверг 30 мая 1968, в половину пятого вечера, выступил по радио вернувшийся в Елисейский дворец президент Шарль де Голль. Он объявил, что остаётся главой государства, оставляет во главе правительства премьера Помпиду, откладывает референдум, распускает Национальное собрание и назначает парламентские выборы — которые и определят волю французов. Президент предупредил, что Франции грозит диктатура, «поначалу окрашенная в обманные цвета честолюбия и ненависти отвергнутых нацией политиков». Де Голль призвал дать отпор тоталитарному коммунизму, поддержать правительство и префектов, «которые вновь становятся комиссарами республики». Речь была выдержана в решительной тональности: «Je ne me retirerai pas! — Я не отступлю!». Выступление продлилось всего две с половиной минуты, но произвело мощный эффект.
Сотни тысяч парижан вышли на улицы. Собирались демонстранты на площади Согласия, оттуда двинулись по Елисейским полям. Впереди шли самые популярные «бароны голлизма». Возглавлял шествие назначенный в этот день министр иностранных дел Мишель Дебре, рядом с ним — Андре Мальро (встречен шквалом аплодисментов), Морис Шуман, Ивон Бурж, Луи Жокс. Около Триумфальной арки присоединились председатель парламента Жак Шабан-Дельмас и министр по делам ветеранов Анри Дювийяр. Участников приветствовал писатель и академик Франсуа Мориак. (Жак Фоккар, Пьер Дебизе, Поль Комити и другие голлистские силовики, при своей решающей организационной роли, на публике старались держаться в тени.)
Над шествием были подняты национальные флаги и лотарингские кресты — символы Сражающейся Франции и голлистского движения. Девушки в трёхцветных платьях стилизовались под Марианну-Францию. Звучали лозунги: «Франция, за работу! Французы с нами! Коммунизм не пройдёт! Да здравствует де Голль! Браво, Помпиду!» Антикоммунистические речёвки дополнялись резкими выкриками в адрес Миттерана и Кон-Бендита: «Миттеран — шарлатан!», «Рыжего — в Пекин!». По пути демонстранты срывали красные флаги, заменяя их национальными знамёнами.
Манифестация стремительно возрастала. Атмосфера отличалась оптимизмом, праздничной приподнятостью. Каких-либо эксцессов и насилия не отмечалось. Точная численность не была определена, но по оценкам составляла от 400 тысяч до 1 миллиона человек. Акция продлилась четыре-пять часов, примерно до девяти вечера.

## Последствия и память
30 мая 1968 стал очевиден перелом общественных настроений и политической ситуации. На следующий день массовые демонстрации в поддержку де Голля прошли в Лионе, Марселе, Руане, Тулузе, Гренобле, Гавре, Лиможе, Нанси, Монпелье, Безансоне, Клермон-Ферране. Протесты ещё продолжались и принимали драматичные формы, вплоть до кровопролития, но инициатива однозначно перешла к правому лагерю.
На июньских выборах 1968 убедительную победу одержал голлистский ЮДР. В 1969 де Голль ушёл в отставку после поражения на референдуме о корпоративистской реформе сената. Но на президентских выборах 1969 снова победили голлисты: преемником де Голля стал Жорж Помпиду.
Акция 30 мая вошла в историю как «великая голлистская манифестация». События 1968 года многое изменили во французской социокультуре и общественно-политической системе. В структурах и менталитете прибавилось динамизма, были сломаны многие архаичные условности и запреты. Но в целом 1968 год во Франции завершился победой традиционных ценностей — не только нации, семьи, собственности и порядка, но и республики, демократии, триады Свобода, равенство, братство. Комплекс этих идей сумели создать голлисты в своей версии консерватизма.
Демонстрация 30 мая 1968 считается во Франции заметным историческим событием. Регулярно отмечаются годовщины, проводятся встречи участников.